# Șoimii (roman)
Șoimii este un roman istoric scris de Mihail Sadoveanu și publicat pentru prima oară în volum în anul 1904 de către Institutul de Arte Grafice Minerva din București. În același an Sadoveanu a mai publicat trei volume de povestiri și nuvele: Povestiri, Dureri înăbușite și Crâșma lui moș Precu, aceste patru cărți fiind primele sale volume publicate.
O primă variantă a romanului a fost scrisă în 1901 și publicată inițial în 1902 în foileton sub titlul Frații Potcoavă, suferind ulterior mai multe modificări succesive. Acțiunea romanului se petrece în Principatul Moldovei după uciderea domnitorului patriot Ioan Vodă cel Cumplit (1572–1574) și urcarea pe tron a lui Petru Șchiopul. Un grup de oșteni ai lui Ioan Vodă, refugiați în tabăra cazacilor zaporojeni de pe malurile Niprului, întreprind o incursiune în Moldova pentru a-l așeza pe tron pe Nicoară Potcoavă, fratele domnitorului ucis de turci, și a-l pedepsi pe trădătorul Irimia Golia. 
Acțiunea din Șoimii a fost reluată, cu mici modificări, în romanul Nicoară Potcoavă (1952), publicat de autor după aproape o jumătate de secol. Subiectul celor două romane este același, dar există deosebiri semnificative de substanță între cele două cărți. Academicianul Eugen Simion scria că romanul Nicoară Potcoavă nu-l anulează pe cel din tinerețe și trebuie considerate ca fiind două opere literare separate.

## Rezumat
După înfrângerea în Bătălia de la lacul Cahul (1574) ca urmare a trădării pârcălabului Irimia Golia, domnitorul Ioan Vodă cel Cumplit se retrage cu o parte din oștirea sa la Roșcani, unde oastea moldovenească este atacată de turci și de tătari. După o lungă și eroică rezistență, domnitorul se predă turcilor, primind asigurări că va fi dus în fața sultanului, iar oștenii săi vor fi cruțați. Turcii îl ucid însă pe domnitor, măcelărind oștirea moldovenească în ciuda jurământului făcut. O parte dintre tovarășii de arme ai fostului domnitor în frunte cu frații acestuia, Nicoară și Alexandru, se refugiază în tabăra cazacilor zaporojeni de pe malurile Niprului, unde vitejii sunt primiți cu prietenie. O parte dintre boieri fac legământ pentru a-l înscăuna pe tronul Moldovei pe Nicoară Potcoavă.

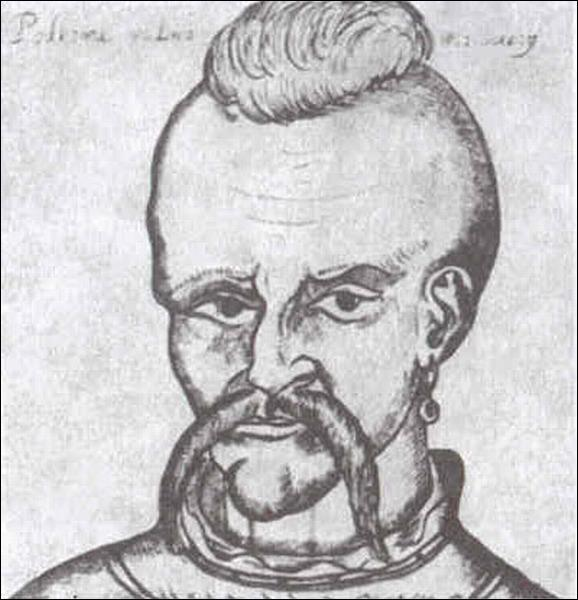
Singurul portret cunoscut al lui Ioan (Nicoară) Potcoavă imprimat într-un album polonez de la începutul secolului al XVII-lea.

Dornici de a-și răzbuna domnitorul prin uciderea trădătorului Irimia Golia, un grup de zece oșteni în frunte cu Nicoară Potcoavă și cu fratele său, Alexandru, traversează Nistrul și atacă palatul domnesc de la Iași, dar este nevoit să se retragă după o încăierare cruntă cu turcii în timpul căreia Nicoară este grav rănit. Fugarii se îndreaptă spre vest și, după un scurt popas pe malurile Moldovei, sunt găzduiți la conacul din Dăvideni al boierului Andrei Dăvideanu, socrul pârcălabului Irimia Golia. Rămași acolo câteva săptămâni, frații Nicoară și Alexandru Potcoavă se îndrăgostesc amândoi de jupânița Ilinca, angelica fiică a trădătorului Irimia Golia. Mezinul suferă cel mai mult, dragostea lui transformându-se într-o patimă mistuitoare.
Urmăriți îndeaproape de o iscoadă domnească, fugarii traversează Siretul și Prutul și se îndreaptă spre Nistru, dorind să treacă în Polonia. Ei poposesc într-o noapte la hanul armeanului Ariton din apropierea graniței, dar hangiul anunță iscoada. Deoarece apele râului erau umflate în urma ploilor, grupul lui Nicoară Potcoavă este nevoit să dea o luptă crâncenă cu oștenii lui Petru Șchiopul în bălțile de pe malul Nistrului, iar Ștefan al Mariei și Gheorghe Stângaciu sunt uciși. Fugarii ajung în Polonia și apoi în tabăra cazacilor zaporojeni de pe Pragurile Niprului unde cer ajutorul hatmanului Șah. După o lună, Potcoavă și o oaste de 50 de oșteni moldoveni și cazaci se întâlnesc la Nemirov cu boierul Țopa (fost pârcălab de Roman) și cu Kopycki (fost căpitan al lui Ion-Vodă) care strânseseră bani pentru campania militară din Moldova.
Grupul de moldoveni fugari, împreună cu cazacii zaporojeni ai lui Șah, trec Nistrul și pornesc înspre Iași pentru a-l alunga pe Petru Șchiopul, domnitorul instalat de Poarta Otomană. Oastea lui Nicoară se mărește cu vechii oșteni ai lui Ioan Vodă care i se alătură de prin sate. După o bătălie crâncenă pe câmpia răsăriteană a capitalei Moldovei, oastea lui Petru Șchiopul se retrage în derută, iar Nicoară Potcoavă este proclamat domn al Moldovei. Mezinul Alexandru se usucă pe zi ce trece de dorul Ilincăi, dragostea luând locul dorinței de dreptate în sufletul său.
O lună mai târziu, Petru Șchiopul revine cu o oaste de strânsură formată din moldoveni fugari, munteni și tătari, dar este învins în lupta de la Docolina. În timp ce lupta este pe sfârșite, frații Potcoavă și bătrânii tovarăși de arme Petrea Gânj și Pokotilo pornesc în urmărirea trădătorului Irimia Golia. Boierul este prins și urmează a fi decapitat, dar Alexandru îl oprește pe Nicoară, nedorind uciderea tatălui Ilincăi. Moș Petrea Gânj îl ucide pe Golia și este omorât de Alexandru, iar apoi moare și oșteanul cazac Pokotilo, ucis de o săgeată rătăcită. Nicoară Potcoavă înțelege atunci că moș Petrea era tatăl lui și al lui Alexandru și, dezgustat de cele întâmplate, renunță la tron și se retrage cu cazacii dincolo de Nistru. Alexandru face un ultim drum la Dăvideni, sosind acolo chiar în timpul înmormântării Ilincăi, care căzuse la pat de dorul fraților Potcoavă imediat după plecarea lor.
După plecarea lui Nicoară Potcoavă, turcii îi amenință pe polonezi că-i vor ataca cât timp hatmanul va găsi refugiu pe pământurile lor. Speriat de această amenințare, craiul polon îl cheamă pe Nicoară la curtea din Liov și îl ține o lungă perioadă în temniță, apoi poruncește executarea sa. Fostul domn al Moldovei își primește pedeapsa cu demnitate, grăind că Polonia este o țară de mișei îngenuncheați la picioarele păgânilor turci și că acea țară va fi trecută curând prin ascuțișul sabiei. După moartea fostului domnitor, țăranul moldovean Ghiță Botgros (cunoscut sub numele de Botgrozna) a devenit conducător al unor cete de moldoveni și cazaci de pe malurile Niprului și a trecut în foc și sabie teritoriile de la marginea Poloniei, răzbunându-l astfel pe Nicoară Potcoavă ale cărui fapte de arme au intrat în legendă.

## Structură
Romanul este împărțit într-un prolog, opt capitole numerotate cu cifre romane și un epilog, fiecare având un titlu.

## Personaje
- Nicoară Potcoavă poreclit „Crețul” — oștean moldovean, fratele lui Ioan Vodă cel Cumplit
- Alexandru Potcoavă — oștean moldovean, fratele mai mic al lui Nicoară
- moș Petrea Gânj — fost căpitan în pedestrimea lui Ioan Vodă cel Cumplit, luptător încercat ce le era fraților Potcoavă ca un tată[8]
- Toader Ursu, Alexe Totârnac poreclit Vulpe, Crăciun Harbuz, Radu Suliță, Ștefan al Mariei, Gheorghe Stângaciu — oșteni de încredere ai fraților Potcoavă
- Caraiman — rob țigan credincios fraților Potcoavă
- Andrei Dăvideanu — boier patriot din Dăvideni, socrul pârcălabului Irimia Golia
- jupâneasa Irina — soția boierului Andrei Dăvideanu
- jupânița Ilinca — fiica pârcălabului Irimia Golia, crescută la curtea boierului Andrei Dăvideanu
- baba Anița — doftoroaie din Dăvideni
- Niță Frunză — logofătul curții boierești din Dăvideni
- Ghiță Botgros — slujitor la curtea boierească din Dăvideni
- popa Ciotică — preotul din Dăvideni
- Marghioala Lupului — țărancă din Dăvideni, ibovnica lui Ghiță Botgros
- Timofte — bucătar țigan de la curtea boierească din Dăvideni
- Gheorghiță — hangiu din Ținutul Sucevei
- Ariton — hangiu armean din apropierea Nistrului
- Șah — hatmanul cazacilor de pe Nipru
- Elisei Pokotilo — bătrân oștean cazac, prieten cu moș Petrea Gânj
- Simeon Maxim — oștean cazac bețiv
- Țopa — boier moldovean de neam vechi, fost pârcălab de Roman
- Kopycki — oștean cazac, fost căpitan al lui Ion-Vodă
- Irimia Golia — pârcălab de Hotin, cel care l-a trădat pe Ioan Vodă cel Viteaz
- Șahîn și Costache — doi derbedei din calicimea Iașilor

## Scrierea și publicarea romanului